# 알렉사 인터넷
알렉사 인터넷 주식회사(영어: Alexa Internet, Inc.)는 미국의 웹 트래픽 및 순위를 집계하는 회사이다. 아마존닷컴의 자회사이다. 웹사이트에 따르면 알렉사는 30,000,000개의 웹사이트를 대상으로 웹 트래픽 데이터, 전 세계 순위, 기타 정보를 제공한다. 2018년 기준으로 이 웹사이트는 매달 300만 명 이상의 사람들이 방문한다. 2021년 12월, 아마존은 알렉사를 폐쇄하고 2022년 5월 1일부로 서비스를 중단한다고 발표했다.

## 역사
알렉사는 1996년 4월 브루스터 케일과 브루스 길리엇(Bruce Gilliat)에 의해 설립되었다. 사명은 고대의 지식의 최대 저장소와 인터넷의 잠재성이 지식의 축적 면에서 유사성이 있기 때문에 프톨레마이오스 이집트의 알렉산드리아 도서관의 경의를 표하기 위해 선정되었다. 알렉사는 처음에는 사용자 커뮤니티의 트래픽 패턴에 기반하여 인터넷 사용자들에게 어디로 갈지에 대해 제안을 주는 도구 모음을 제공했다. 또, 이 기업은 방문한 각 사이트의 컨텍스트도 제공했다: 등록 사용자, 보유 페이지 수, 다른 사이트가 얼마나 가리키고 있는지, 또 얼마나 자주 업데이트되는지. 2021년 12월, 아마존은 알렉사를 폐쇄하고 2022년 5월 1일부로 서비스를 중단한다고 발표했다.

## 같이 보기
- 아마존
- 구글 애널리틱스
- 자주 방문하는 웹사이트 목록
- 시밀러웹